# الجوسيبيوم غير الطبيعي
الجوسيبيوم غير الطبيعي هو نوع من القطن البري في عائلة خبازية، موطنه الأجزاء الأكثر جفافًا في أفريقيا. وهو أقارب برية للمحاصيل من القطن المزروع، وقد تم تسلسل جينومه.

## الأصناف الفرعية
قُبلت الأنواع الفرعية التالية:
- الجوسيبيوم غير الطبيعي سبسبي. غير الطبيعي - الرأس الأخضر، موريتانيا، مالي، بوركينا فاسو، النيجر، الكاميرون، تشاد، السودان، إرتريا، الصومال
- الجوسيبيوم غير الطبيعي سبسبي. سينارينسي (فنزل السابقين واورا وبير.) فولسين – أنغولا، ناميبيا